# Thom Gunn
Thomson („Thom“) William Gunn (n. 29 august 1929, Gravesend, Anglia, Regatul Unit – d. 25 aprilie 2004, California, SUA) a fost poet și profesor universitar britanic.

## Viața
Părinții lui Thom Gunn au fost jurnaliști. Pe când avea nouă ani părinții se despart.
După un studiu de literatură la Trinity College în Cambridge, unde promovează în 1953 cu grad academic, va trăi din 1954 în SUA și va preda în perioada 1958 - 1966 și 1973 - 1990 la Universitatea din California (Berkeley). Împreună cu Philip Larkin și Kingsley Amis a fost formatorul grupei The Movement. El se numără printre cei mai importanți scriitori britanici. A scris peste 30 de volume de poezii și cărți.
Thom Gunn moare în 2004, în vârstă de 74 de ani în urma unui atac de cord.

## Opere
- Fighting Terms (1954)
- The Sense of Movement (1957)
- My Sad Captains (1961)
- Touch (1967)
- Moly (1971)
- To the Air (1974)
- Jack Straw's Castle (1976)
- The Passages of Joy (1982)
- The Man with Night Sweats (1992)
- Boss Cupid (2000)

## Premii
- Levinson Prize (1955)
- Somerset Maugham Award (1959)
- Arts Council of Great Britain Award (1959)
- American Institute of Arts and Letters Grant (1964)
- American Academy Grant (1964)
- Rockefeller Award (1966)
- Guggenheim-Stipendium (1971)
- W.H. Smith Award (1980)
- PEN (Los Angeles) Prize for Poetry (1983)
- Sara Teasdale Prize (1988)
- Los Angeles Times Kirsch Award (1988)
- Lila Wallace/Reader's Digest Writer's Award (1990)
- Forward Prize (1992)
- Lenore Marshall Prize (1993)
- MacArthur Fellowship (1993)
- David-Cohen-Premiul pentru literatură (2003)